# Cinco de Mayo
Il Cinco de Mayo è una festività che si celebra annualmente in Messico e negli Stati Uniti d'America il 5 maggio.
Le sue origini sono da ricercarsi nella volontà della comunità messicano-statunitense di esaltare i temi di democrazia e libertà durante i primi anni della guerra di secessione americana. Oggigiorno la ricorrenza viene vista come una celebrazione dell'orgoglio messicano. In Messico, e principalmente nello stato di Puebla, la festività ricorda il giorno della vittoria contro le truppe francesi nella battaglia di Puebla (5 maggio 1862) ed è anche chiamata El Día de la Batalla de Puebla.

## Inquadramento storico
In seguito alla guerra messico-statunitense (1846-1848), alla guerra civile messicana (1848) e alla guerra di riforma (1857–1861), con lo stato pressoché in bancarotta, il 17 luglio 1861 il presidente messicano Benito Juárez decise la sospensione del pagamento degli interessi verso l'estero. In tutta risposta Francia, Spagna e Regno Unito firmarono il trattato di Londra con cui si alleavano per ottenere il pagamento dei debiti.
Le flotte inglese e francese raggiunsero Veracruz nel gennaio del 1862 costringendo Juárez a ritirarsi. La Francia di Napoleone III utilizzò il pretesto per tentare di stabilire in Messico un impero che fosse favorevole per gli interessi francesi; per questo motivo Spagna e Regno Unito ritirarono i rispettivi contingenti già dal mese di aprile. 
L'esercito francese marciò verso Città del Messico ma incontrò forti resistenze nei pressi di Puebla. Nonostante la differenza in termini di numeri, di organizzazione e di equipaggiamento, il 5 maggio 1862 i francesi incapparono in una clamorosa sconfitta in quella che viene ricordata come la battaglia di Puebla. La città capitolò pochi giorni più tardi, il 17 maggio, ma l'episodio rimase molto significativo e può essere preso a simbolo dell'unità e dell'orgoglio messicani.

## Celebrazioni

### Stati Uniti d'America
Contrariamente a quanto si può pensare, la nascita della festività è riconducibile non alla popolazione messicana bensì alla comunità messicano-statunitense della California; successivamente crebbe in popolarità estendendosi a tutto il paese, radicandosi principalmente nelle aree con un gran numero di latinos come le città di Los Angeles, Chicago e Houston.
Durante le celebrazioni spesso vengono utilizzati cartelli con la scritta «Cinco de Mayo» mentre le scuole superiori organizzano eventi speciali affinché si porti alla conoscenza e si valorizzi la cultura messicana (attraverso la musica e balli regionali) ed educhino gli studenti circa il significato storico della ricorrenza. Gruppi di Mariachi si esibiscono nella piazza del Pueblo de Los Angeles, nella downtown della metropoli californiana. Gli interessi commerciali hanno fatto sì che il Cinco de Mayo costituisca oggi un'importante pubblicità di prodotti e servizi messicani, con un particolare accento sulle bevande, alimenti, e musica.

### Messico
Nonostante la popolazione messicana celebri con orgoglio la ricorrenza, il Cinco de Mayo non è una festività nazionale in Messico ed è una festività ufficiale solo nello stato di Puebla. Tuttavia, gli edifici scolastici rimangono chiusi durante il giorno in tutto il paese.

### Altro
A Windsor, in Canada, si tiene annualmente il Cinco de Mayo Street Festival mentre in Australia, a Brisbane, la ricorrenza viene celebrata con un Mexican Festival. Altri eventi si svolgono in Giamaica, nelle Isole Cayman, in Nuova Zelanda e a Milano in via Borsieri (nel noto locale Booz), oltre che a Londra e Parigi.